# Wohnanlage Oberste Vöhde
Die Wohnanlage Oberste Vöhde, kurz Oberste Vöhde nach der gleichnamigen Straße, ist ein Quartier in Rauxel, Castrop-Rauxel. Sie wurde 1992 errichtet. Sie umfasst etwa 150 Sozialwohnungen. Anfang 2008 wurde sie an die Hanseatic Group in Hildesheim verkauft.